# Путталам (округ)
Путталам (синг. පුත්තලම දිස්ත්රික්කය, там. புத்தளம் மாவட்டம்) — один з 25 округів Шрі-Ланки. Входить до складу Північно-Західної провінції країни. Адміністративний центр — місто Путталам. Площа округу складає 3072 км².

## Населення
Населення округу за даними перепису 2012 року становить 760 778 осіб; за даними перепису 2001 воно налічувало 709 677 чоловік. На 2001 рік 73,71% населення становили сингали; 18,76% — ларакалла; 6,77% — ланкійські таміли; 0,31% — індійські таміли; 0,17% — малайці; 0,10% — бюргери і 0,17% — інші етнічні групи. 43,44% населення сповідували буддизм; 33,36% — християнство; 18,97% — іслам і 4,15% — індуїзм.

## Походження назви
Назва «Путталам», імовірно походить від тамільського слова «Upputhalam», де «uppu» означає «сіль», а «thalam» — «місце виробництва солі», пізніше трансформувавшись у «Путталам».

## Історія
Історія Путталама почалася з прибуття принца Віджайя, де його корабель причалив у Тамбапані, на півночі лагуни Путталам, де він і заснував королівство Тамбапані (сингал. තම්බපණ්ණිය රාජධානිය) 543-437 до н.е.). Після смерті Віджайя Путталам опинився у складі королівства Анурадхапура. В XII ст. Путтулам став місцевим портом королівства Курунеґали. Пізніше почала розвиватися портова торгівля, а зручне розміщення порту сприяло торгівлі з персами, фінікійцями, аравійцями. В XVI ст. Путтулам потрапив під владу португальців, пізніше голландців і британців, які продовжували використовувати лагуну як торгівельний порт. Під час португальської колонізації в гірські райони з Африки для роботи на кокосових плантаціях були завезені раби.
У 1845 році була створена Північно-Західна провінція. У 1958 році тодішній округ Путталам був об'єднаний із округом Чилав. Під час громадянської війни LTTE витіснило мусульман з півночі Шрі-Ланки, які оселилися в Путталамі і проживають і сьогодні.